# Topo

Topo einer Mehrseillängenroute

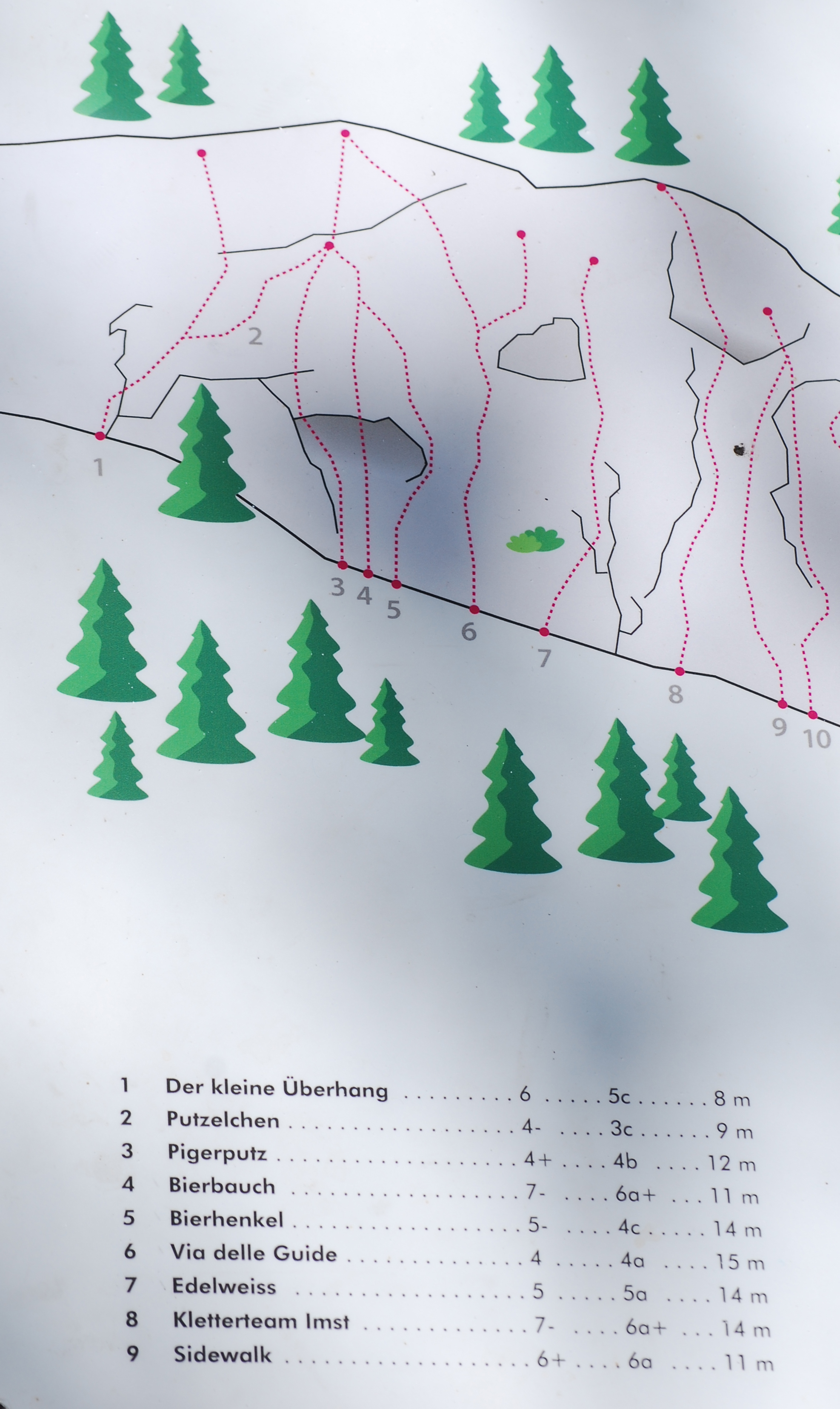
Vereinfachtes Topo eines Klettergartens

Der Ausdruck Topo (kurz für Topographie, wobei die Langform nahezu ungebräuchlich ist) bezeichnet die grafische Darstellung einer Kletterroute z. B. in einem Kletterführer (französisch Topo-Guide). 
Topos ermöglichen dem Fels- oder Eiskletterer vor Begehung der Route ihren Schwierigkeitsgrad, die Länge und den Verlauf sowie die erforderlichen Sicherungsmittel abzuschätzen. Eingezeichnet sind in Topos beispielsweise Standplätze, Möglichkeiten für Zwischensicherungen, Überhänge, Kamine, Quergänge, Felsrisse, schon vorhandene Haken, Schlüsselstellen, Abseilrouten etc.
Im Gegensatz zu den hauptsächlich im alpinen Gelände verwendeten Topos mit unten dargestellten Symbolen hat sich in Sportklettergärten eine vereinfachte Topokultur gebildet. Üblich sind oft nur noch digitale Photos vom Felsen oder verschiedenen Abschnitten des Felsens (Sektoren). Darauf eingezeichnet ist der Verlauf der Routen mit in einer Liste angeführten Schwierigkeitsgraden, der Routenlänge oder Besonderheiten der Route oder des Ortes.

## Toposymbole
Die Union Internationale des Associations d’Alpinisme (UIAA) empfiehlt folgende standardisierte Symbole bei der Erstellung von Topos, die unter anderem in Alpenvereinsführern Verwendung finden:
| Symbol | Bedeutung         | Symbol | Bedeutung       | Symbol | Bedeutung       | Symbol | Bedeutung       |
| ------ | ----------------- | ------ | --------------- | ------ | --------------- | ------ | --------------- |
|        | Kamin             |        | Klemmblock      |        | Rinne           |        | Platten         |
|        | Verschneidung     |        | Riss            |        | Wasserstreifen  |        | Rampe           |
|        | Kante             |        | Band            |        | Absatz/Schulter |        | Überhang        |
|        | Wächte            |        | Dach            |        | Nische/Höhle    |        | Schnee/Firn     |
|        | Felsblöcke/Schutt |        | Gras            |        | Baum            |        | Latsche         |
|        | Sanduhr           |        | Haken           |        | Bohrhaken       |        | Schlüsselstelle |
|        | Fixes Drahtseil   |        | Standplatz      |        | Biwakplatz      |        | Abseilstelle    |
|        | Pendelquergang    |        | sichtbare Route |        | verdeckte Route |        | Variante        |